# Motore a cinque tempi
Il motore a cinque tempi è un motore endotermico a espansione multipla.
Già dal 1879 Nikolaus Otto, tentò la costruzione di un motore con un'espansione frazionata in analogia ai motori a vapore, che possono avere una doppia o una tripla espansione. Il tentativo, però, non diede risultati soddisfacenti e non fu approfondito.
La espansione frazionata in più cilindri successivi nei motori a combustione interna ha lo scopo di rendere "non simmetrica" la volumetria di compressione (passiva) rispetto a quella di espansione (attiva), prolungando questa ultima; questo produrrebbe un notevole incremento dell'energia prodotta con un minore necessità di refrigerazione, (l'energia dispersa come calore è minore dato che buona parte è trasformata in energia), ed inoltre un abbassamento della rumorosità, dato che lo scarico non avviene in atmosfera, ma è incanalato in un ulteriore cilindro di espansione, e lo scarico da questo in atmosfera avviene con temperature e pressioni residue notevolmente minori.
La inglese Ilmor Engineering, nel 2007, ha prodotto sperimentalmente un motore a tre cilindri (due di alta pressione, ed uno di bassa o seconda espansione), i due cilindri ad alta pressione sono a quattro tempi, mentre quello a bassa pressione, centrale, realizza un'ulteriore espansione ad ogni giro.
Il motore ha i tre cilindri allineati sullo stesso albero motore, con il perno di manovella del cilindro centrale in opposizione ai due cilindri laterali.  
La geometria del motore è funzionalmente obbligata, cioè il singolo cilindro centrale di seconda espansione riceve alternativamente lo scarico da uno o dall'altro cilindro di alta pressione, ai due lati.
Il cilindro centrale dato che accoglie il gas già espanso da un cilindro di alta pressione, ha cilindrata maggiore (circa il doppio) per aumento sia di diametro che di corsa.
I consumi specifici dichiarati sono molto interessanti.